# Ray Stark
Pour les articles homonymes, voir Stark.
Ray Stark, né le 3 octobre 1915, à Chicago et mort le 17 janvier 2004 à Los Angeles (à 88 ans), est un producteur américain.

## Filmographie
- 1960 : Le Monde de Suzie Wong (The World of Suzie Wong) de Richard Quine
- 1964 : La Nuit de l'iguane (The Night of the Iguana) de John Huston
- 1966 : Propriété interdite (This Property Is Condemned) de Sydney Pollack
- 1966 : Drop Dead Darling de Ken Hughes
- 1967 : Oh Dad, Poor Dad, Mama's Hung You in the Closet and I'm Feeling So Sad de Richard Quine
- 1967 : Reflets dans un œil d'or (Reflections in a Golden Eye) de John Huston
- 1968 : Funny Girl de William Wyler
- 1970 : La Chouette et le Pussycat (The Owl and the Pussycat) de Herbert Ross
- 1972 : La Dernière Chance (Fat City) de John Huston
- 1973 : Nos plus belles années (The Way We Were) de Sydney Pollack
- 1975 : Funny Lady de Herbert Ross
- 1975 : Ennemis comme avant (The Sunshine Boys) de Herbert Ross
- 1975 : The Black Bird de David Giler
- 1976 : La Rose et la Flèche (Robin and Marian) de Richard Lester
- 1976 : Un cadavre au dessert (Murder by Death) de Robert Moore
- 1977 : Adieu, je reste (The Goodbye Girl) de Herbert Ross
- 1978 : Casey's Shadow de Martin Ritt
- 1978 : Le Privé de ces dames (The Cheap Detective) de Robert Moore
- 1978 : California hôtel (California Suite) de Herbert Ross
- 1979 : Chapter Two de Robert Moore
- 1979 : Le Cavalier électrique (The Electric Horseman) de Sydney Pollack
- 1980 : Quelque part dans le temps (Somewhere in Time) de Jeannot Szwarc
- 1980 : Seems Like Old Times de Jay Sandrich
- 1982 : Annie de John Huston
- 1982 : The Toy de Richard Donner
- 1985 : Match à deux (The Slugger's Wife) de Hal Ashby
- 1986 : Brighton Beach Memoirs de Gene Saks
- 1988 : Biloxi Blues de Mike Nichols
- 1989 : Potins de femmes (Steel Magnolias) de Herbert Ross
- 1993 : Les Requins de la finance (Barbarians at the Gate) de Glenn Jordan (TV)
- 1993 : Lost in Yonkers de Martha Coolidge

## Distinctions
- Golden Globe Award : Meilleur film musical ou comédie en 1969 pour Funny Girl.
- Golden Globe Award : Meilleur film musical ou comédie en 1976 pour Ennemis comme avant.
- Golden Globe Award : Meilleur film musical ou comédie en 1978 pour Adieu, je reste.